# Casa lunga neolitica

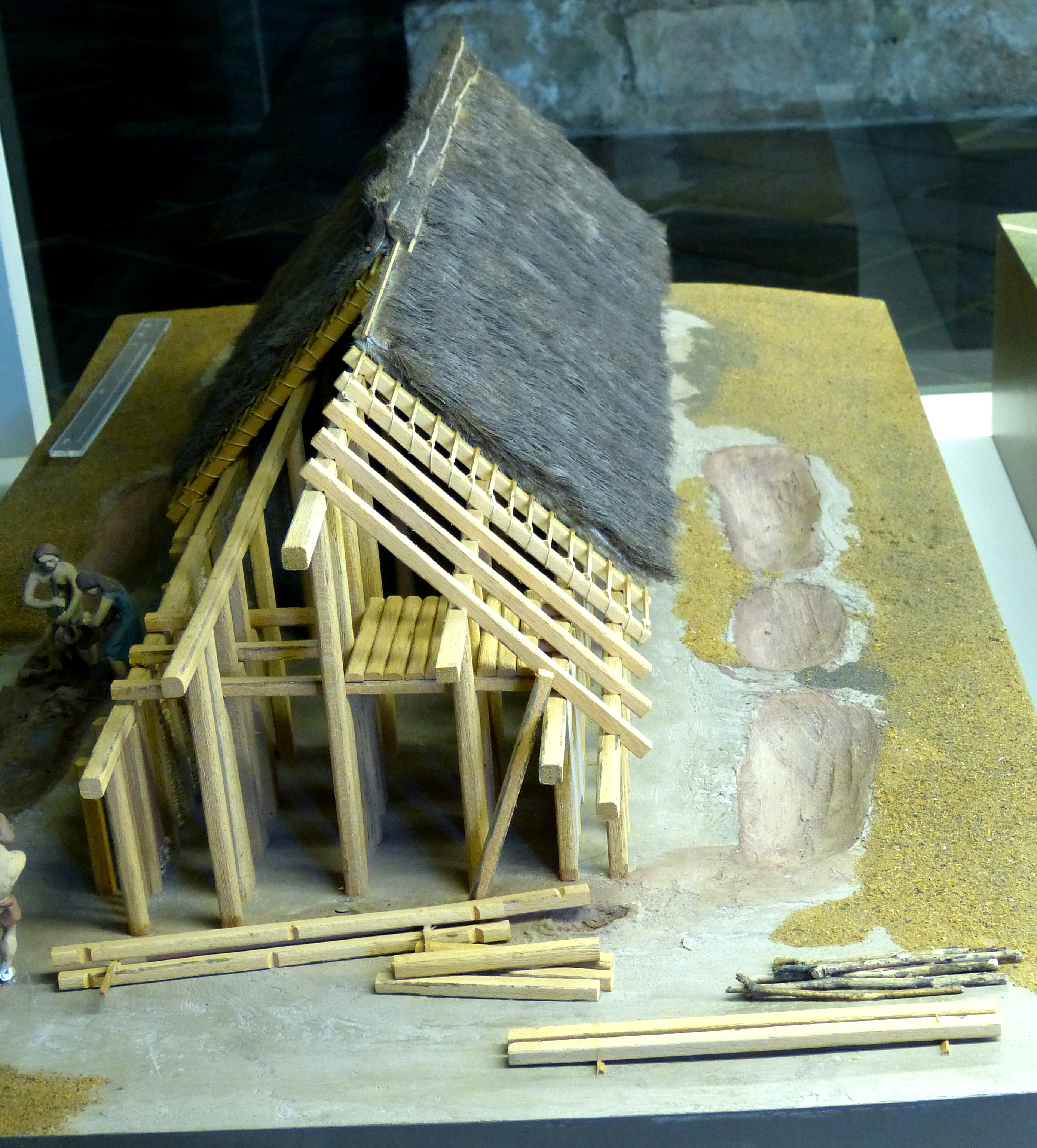
Casa-lunga della Cultura della ceramica lineare di Hienheim (V millennio a.C.) - ricostruzione nel museo archeologico di Kelheim (Bassa Baviera).

La casa lunga neolitica era una lunga e stretta dimora in legno costruita dai primi "agricoltori" dell'Europa Centrale e Occidentale, dal bacino parigino a quello pannonico, a partire dal VI millennio a.C.. Nell'epoca della rivoluzione neolitica e del passaggio dal nomadismo dei cacciatori-raccoglitori alla sedentarietà agricola, la casa lunga fu la struttura architettonica indipendente più vasta che fosse mai stata eretta. Nella documentazione archeologica, le case lunghe sono presenti in numerose regioni e in diversi periodi di tempo.
Si è pensato che queste case neolitiche non avessero finestre, ma soltanto un'apertura d'ingresso. La parte opposta più distante dalla porta sembra sia stata utilizzata per l'immagazzinamento dei cereali, mentre le attività lavorative venivano svolte nella parte anteriore meglio illuminata, con l'area mediana usata per dormire e mangiare.
Venti o trenta persone potevano vivere in ogni casa, con villaggi formati di sei o sette abitazioni. Dapprima apparvero nell'Europa Centrale in relazione con le culture del primo neolitico, come la cultura della ceramica lineare o la cultura di Cucuteni-Trypillia. 
Strutturalmente, le case lunghe del neolitico erano rette da file di grandi pilastri in legno che sostenevano un tetto spiovente. Le pareti non dovevano sostenere molto peso e quindi si pensa fossero abbastanza corte sotto il grande tetto. Delle travi di fondazione si stendevano in fossi lungo i lati per supportare le basse pareti. Come dice il suo nome, la casa lunga era caratterizzata da una larghezza modesta (dai 5,5 ai 7 metri), contrapposta a una lunghezza ben maggiore (in media intorno ai 20 metri, ma non mancano esempi che raggiungono anche i 45 metri, come nel sito archeologico di Bylany, nella Repubblica Ceca).

## Il sito archeologico di Balbridie
Uno straordinario esempio di queste primitive strutture in legno si trova nel sito archeologico di Balbridie nell'Aberdeenshire, in Scozia. Gli scavi hanno riportato alla luce le cavità tuttora esistenti per i tronchi di legno che sostenevano la struttura originaria delineandone la conformazione. Il sito si trova in posizione strategica in una fertile area agricola lungo il fiume Dee, molto vicino sia a un antico guado del fiume che a un'altrettanto antica pista di legno nota come Elsick Mounth.